# Bobbi Salvör Menuez
Bobbi Salvör Menuez   (Park Slope, 8 de maig de 1993) és una persona no-binària estatunidenca que actua i modela professionalment. Va fundar el col·lectiu d'artistes Luck You a la ciutat de Nova York. Apareix en films com ara Després del maig, The Breakup Girl i White Girl i és coprotagonista de la sèrie d'Amazon Video I Love Dick. Ha treballat comissariant exposicions al museu d'art contemporània MoMA PS1.

## Vida personal
S'identifica com una persona trans de gènere no-binari i utilitza el pronom neutre they en anglès. Va anunciar el canvi de nom a Bobbi el gener del 2019 a través de les xarxes socials.

## Filmografia

### Cinema
| Any  | Títol                                 | Paper           | Notes        |
| ---- | ------------------------------------- | --------------- | ------------ |
| 2012 | Després del maig                      | Leslie          |              |
| 2014 | Uncertain Terms                       | Nina            |              |
| 2014 | Mall                                  | Adelle          |              |
| 2015 | Family Tree                           | River           | Curtmetratge |
| 2015 | Self Aware                            | River           | Curtmetratge |
| 2015 | I Remember Nothing                    | Joan            | Curtmetratge |
| 2015 | The Breakup Girl                      | Kendra Baker    |              |
| 2016 | White Girl                            | Katie           |              |
| 2016 | My First Kiss and the People Involved | Sam             |              |
| 2016 | Nocturnal Animals                     | Samantha Morrow |              |
| 2016 | Eugenia and John                      | Ana             |              |
| 2017 | Landline                              | Sophie          |              |
| 2017 | Cheer Up Baby                         | Anna            | Curtmetratge |
| 2018 | Caprice                               | Índia           |              |
| 2018 | Under the Silver Lake                 | Estel fugaç 1   |              |
| 2019 | Adam                                  | Gillian         |              |
| 2019 | Grind Reset Shine                     | Índia           |              |
| 2020 | Under My Skin                         | Denny           |              |

### Televisió
| Any       | Títol       | Paper | Notes                                                                |
| --------- | ----------- | ----- | -------------------------------------------------------------------- |
| 2015      | Girls       |       | Episodi Female Author                                                |
| 2015      | Transparent | Bella | 3 episodis                                                           |
| 2016–2017 | I Love Dick | Toby  | 8 episodis                                                           |
| 2019      | Euphoria    | TC    | Episodi The Trials and Tribulations of Trying to Pee While Depressed |